# Udo de Stolberg-Wernigerode
Comte Udo de Stolberg-Wernigerode (né le 4 mars 1840 à Berlin et mort le 19 février 1910 dans la même ville) est président du Reichstag de 1907 à 1910.

## Biographie

### Origine
Le comte Udo est le fils aîné du comte Conrad de Stolberg-Wernigerode et de son épouse Marianne baronne von Romberg. Son grand-père est le comte Antoine de Stolberg-Wernigerode.

### Majorat
Il obtient son diplôme d'études secondaires en 1858 au lycée de la fondation évangélique de Gütersloh (de).
Le 8 août 1872, le comte Udo succède à son oncle, le comte Eberhard de Stolberg-Wernigerode en tant que majorat du dominion silésien de Kreppelhof. De sa grand-mère, la comtesse Amalie von Dönhoff, il hérite de la fidéicommis de Dönhoffstädt en Prusse-Orientale.
Il devient major à la suite dans l'armée prussienne.

### Politique
Administrateur de l'arrondissement de Landeshut-en-Silésie et, en 1871, année de la fondation de l'Empire, un député conservateur du Reichstag. L'année suivante, le comte Udo devient membre de la Chambre des seigneurs de Prusse. De 1892 à 1895, il est haut président de la province de Prusse-Orientale. il est vice-président puis en 1907 président du Reichstag (de). Il occupe ce poste jusqu'à sa mort en 1910.

### Famille
Le comte Udo se marie le 26 juillet 1871 Elisabeth von Arnim-Boitzenburg, fille du ministre d'État royal prussien Adolf Heinrich von Arnim-Boitzenburg et de la comtesse Caroline von der Schulenburg-Wolfsburg (1804-1886). Les enfants suivants sont nés de ce mariage :
- Conrad (1872-1890), mort dans un accident de chasse sur le lac de Nordenburg
- Adolf (1872-1910)
- Marie-Éléonore (1876-1940)
- Armgard (1877-1912), mariée à Oskar von Platen-Hallermund (de), maréchal de la cour de l'empereur Guillaume II, vice-amiral de la marine impériale
- Richard (1878-1894)
- Antonie (1880-1969), mariée à Fritz von Eulenburg (de), membre de la Chambre des seigneurs de Prusse, vice-président de Ostpreußenwerke AG (à partir de 1923 faisant partie de VIAG (de)), président du conseil de surveillance de la sucrerie de Rastenburg et membre du conseil d'administration et conseil d'administration de la Banque régionale de Prusse-Orientale
- Werner (1883-1884)
- Renata (1886-1946), supérieure de la maison mère des diaconesses de Königsberg
- Albert (de) (1886-1948), député du Reichstag, membre de la Chambre des seigneurs de Prusse, propriétaire des domaines de Kreppelhof, Dönhoffstädt et Udowald marié en 1914 avec la comtesse Magna-Maria de Solms-Wildenfels
- Freda (1892-1977) mariée avec Otto Weber